# خانه معمارباشی

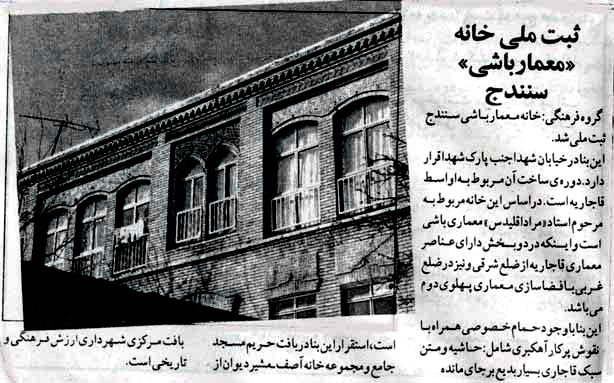

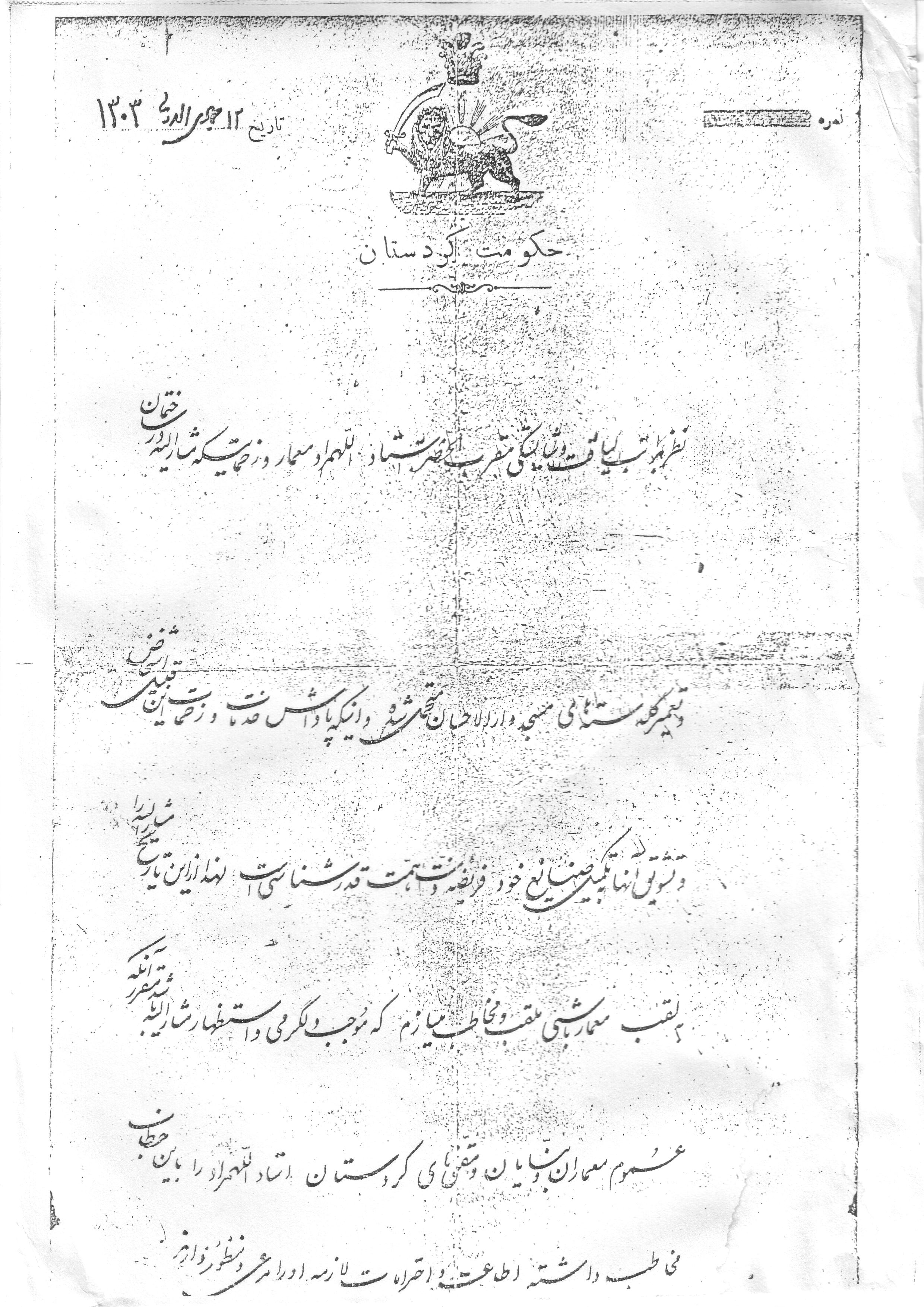

این بنا در جنوب خیابان شهدا و در کنار پارک شهدای شهر سنندج واقع شده‌است .بنای این خانه متعلق به اواخر قاجاریه و اوایل دوران پهلوی است. این بنای تاریخی از سه طبقه با نقوش و تذهیب‌های زیبا که خاص دوران پهلوی است تشکیل شده دارای فضاهای مختلف است.این بنا نیز مانند عمارت احمد زاده، تحول مرحله انتقالی معماری دوره قاجار به پهلوی را در فضا سازی، نماها و حتی تقسیم فضاها، نوع قوس‌ها و تزیینات آجرکاری مشخص می‌سازد . 
خانه معمار باشی از اولین نمونه‌های ساختمانی شهر سنندج است که در آن تزیینات خاص آجر تراشی و الماس بر به کار رفته‌است.اکنون ساختمان به دو پلاک تقسیم شده و حیاط آن دارای یک آب نمای بزرگ سنگی است. 
نکته قابل توجه در این ساختمان، تنوع تزیینات در نماسازی و نوع قوس پنجره‌ها و بازشوها به صورت برجسته‌است. بقیه دودری‌ها در طبقه بالا در قاب‌های مستطیل شکل تعبیه شده‌اند.این بنا یک حمام خصوصی هم دارد. 
این ساختمان به استاد «الله مراد اقلیدس » تعلق داشت . او که مرمت گل دسته‌های مسجد جامع سنندج را انجام داده بود، طبق حکم حکومتی اوایل پهلوی، عنوان «معمار باشی » را کسب نمود.